# Aneflomorpha linsleyae
Aneflomorpha linsleyae es una especie de escarabajo longicornio del género Aneflomorpha, tribu Elaphidiini, subfamilia Cerambycinae. Fue descrita científicamente por Chemsak en 1962.

## Descripción
Mide 11-16 milímetros de longitud.

## Distribución
Se distribuye por Estados Unidos.